# Fernando Quirarte
Fernando Quirarte Gutiérrez (né le 17 mai 1956 à Guadalajara) est un footballeur mexicain.

## Biographie
Il jouait au poste de défenseur central. Il faisait partie de l'équipe du Mexique qui a disputé chez elle la coupe du monde 1986. À cette occasion, il inscrit deux buts lors du premier tour, contre la Belgique et l'Irak. Il compte 45 sélections et 5 buts en équipe nationale entre 1981 et 1988.
Il est ensuite devenu entraîneur. Il a dirigé notamment le CF Atlas et les Jaguares de Chiapas.